# Orangeville (Utah)
Orangeville é uma cidade localizada no estado norte-americano de Utah, no Condado de Emery.

## Demografia
Segundo o censo norte-americano de 2000, a sua população era de 1398 habitantes.
Em 2006, foi estimada uma população de 1344, um decréscimo de 54 (-3.9%).

## Geografia
De acordo com o United States Census Bureau tem uma área de
3,4 km², dos quais 3,4 km² cobertos por terra e 0,0 km² cobertos por água.

## Localidades na vizinhança
O diagrama seguinte representa as localidades num raio de 24 km ao redor de Orangeville.